# Umar Dimajevič Dimajev
Dimajev, Umar Dimajevič (rusky  Умар Димаевич Димаев1. října 1908, Urus-Martan – 26. prosine 1972, Grozný) byl čečenský hudebník a skladatel, národní umělec Čečensko–ingušské ASSR, otec hudebníků a skladatelů Aliho a Saida Dimajevých.

## Životopis
U. D. Dimajev se narodil 1. října 1908 v obci Urus-Martan v Čečensku. Od roku 1924 se živil jako hudebník v rozhlasové stanici Urus-Martanovského okresu. Od roku 1929 vystupoval v Grozném jako sólista orchestru nástrojů lidové hudby v Čečensko-Ingušském dramatickém divadle. V roce 1934 se taktéž stal sólistou orchestru nástrojů lidové hudby republikové rozhlasové rady. V roce 1939 se v Moskvě stal laureátem celosvazové soutěže hráčů na lidové nástroje.
V období Velké vlastenecké války složil mnoho vlasteneckých skladeb. Až do deportace aktivně vystupoval v řadách frontových hudebních brigád, které pořádaly koncerty na frontě, v nemocnicích, hrály pro vojska převelená na frontu a pro pracovníky v týlu.
V období deportace žil na stanici Pišpěk Kyrgyzské SSR. Od roku 1946 pracoval jako topič na jednom z místních závodů. Od roku 1945 vystupoval Umar Dimajev jako sólista v Čečensko-Ingušském sboru písní a tance, později přejmenovaném na Vajnach. V roce 1956 se poprvé za léta deportace odehrál rozhlasový přenos koncertu virtuosů Čečensko-Ingušska, něhož se zúčastnil i Umar Dimajev.
Po návratu do vlasti v roce 1957 dále vystupoval v Čečensko-Ingušském sboru písní a tance. Téhož roku se stal zasloužilým umělcem ČIASSR a v roce 1961 národním umělcem ČIASSR. Zúčastnil se natáčení filmu Budu tancovat! o tvůrčí činnosti tanečníka Machmuda Esambajeva. Od roku 1970 vystupoval s Čečensko-Ingušskou státní filharmonií, hrál na koncertech, v některých jako sólo. Jeho nahrávky byly zařazeny do archivů fonoték studií kavkazských republik i celosvazové nahrávací firmy Melodie. Byly vytvořeny desítky gramofonových desek s jeho nahrávkami. U. D. Dimajev složil přes 400 skladeb. V roce 1970 byl navržen k titulu zasloužilého umělce RSFSR, nicméně pro své těžké a dlouhodobé onemocnění na sklonku života nemohl ocenění převzít.

## Rodina
Umar Dimajev se svou ženou Aset vychovali čtyři syny a jednu dceru. Tři děti získaly hudební vzdělání.
- Mutuš Dimajev.
- Said Dimajev – skladatel a dirigent, člen Ruského svazu skladatelů.
- Ajna Dimajevová
- Ali Dimajev – hudebník, skladatel, textař a zpěvák, zakladatel a neměnný vedoucí první čečenské rockové skupiny Зама (čečensky „Čas“), laureát 12. Celosvětového festivalu mládeže a studentů v Moskvě (1985), laureát prémie leninského komsomolu Čečensko-ingušské ASSR, laureát 5. mezinárodního festivalu Jaroslavské slavnosti (2000), národní umělec Čečenské a Ingušské republiky (obojí v roce 2001).
- Amarbek Dimajev – pianista, akordeonista, tvůrce skladeb a hudebního aranžmá. Absolvoval Rostovskou konzervatoř S. V. Rachmaninova.

## Památka
- V Čečenské republice byla zřízena státní cena Umara Dimajeva za úspěchy v oblasti hudby.[1]
- Na skladatelovu počest byl pojmenován kulturní dům v Urus-Martanu, jehož otevření proběhlo v roce 2010.[2]
- Jméno U. D. Dimajeva nese jedna z grozněnských ulic.[3]